# Биобио (река)
Биобио (на испански: Rìo Biobio) е река в централната част на Чили, в областите Араукания и Биобио, вливаща се в Тихия океан. Дължината ѝ е 380 km, а площта на водосборния басейн – 24 262 km².
Река Биобио изтича от югоизточния ъгъл на езеро Гуалетуе, разположено на 1150 m н.в., в източното подножие на вулкана Ляйма, в областта Араукания. В най-горното си течение тече на изток, а след това до устието си на северозапад. До района на град Мулчен е типична планинска река с тясна и дълбока долина и бързо течение. След това излиза в крайбрежната равнина и до устието си тече в широка и плитка долина със спокойно и бавно течение. Влива се чрез естуар (ширина до 3 km) в северната част на залива Арауко на Тихия океан, при град Консепсион.
Има три основни притока: Вергара (128 km, ляв); Кауко и Лаха (140 km, десни). Подхранването ѝ е предимно дъждовно, с ясно изразено зимно пълноводие. Среден годишен отток в устието 899 m³/s. Плавателна е за плитко газещи речни съдове до град Насименто. Долината ѝ е гъсто населена, като най-големите селища са градовете Санта Барбара, Лаха, Консепсион и Уачипато.